# تاریخ آرتساخ
آرتساخ ناحیه‌ای کوچک در قفقاز جنوبی و شمال رود ارس است. این منطقه با توجه به موقعیت راهبردی و گذرگاهی‌اش در طول تاریخ آبستن رخدادهای گوناگونی بوده‌است.

## ریشه شناسی
ارمنی‌های ساکن در این منطقه اغلب قره‌باغ کوهستانی را آرتساخ ( ارمنی : Արցախ ) می‌نامند، نام دهمین استان پادشاهی باستانی ارمنستان . در کتیبه‌های اورارتویی (قرن 9 تا 7 قبل از میلاد) از نام Urtekhini برای این منطقه استفاده شده است. منابع یونان باستان این منطقه را Orkhistene نامیده اند .

## پیش از اسلام
آرتساخ و به‌طور کلی قفقاز یکی از گذرگاه‌های ورود آریایی‌ها به ایران بوده‌است. آرتساخ در ابتدای حکومت مادها به زیر سلطه این پادشاهی درآمد و در زمان هخامنشیان نیز جزئی از ایران بود. پس از یورش اسکندر مقدونی و حکومت سلوکیان، بر سر این منطقه بین اشکانیان و رومیها جنگ بود و این موضوع در زمان ساسانیان هم ادامه داشت.

## ورود اسلام
پس از اسلام این منطقه زیر نظر خلافتهای اموی و عباسی قرار گرفت و بعدها حکومتهای محلی قراباغ را تحت سلطه قرار دادند از جمله شروانشاهان. آرتساخ بعدها به تصرف سلجوقیان و خوارزمشاهیان درآمد.

## پس از حمله مغول

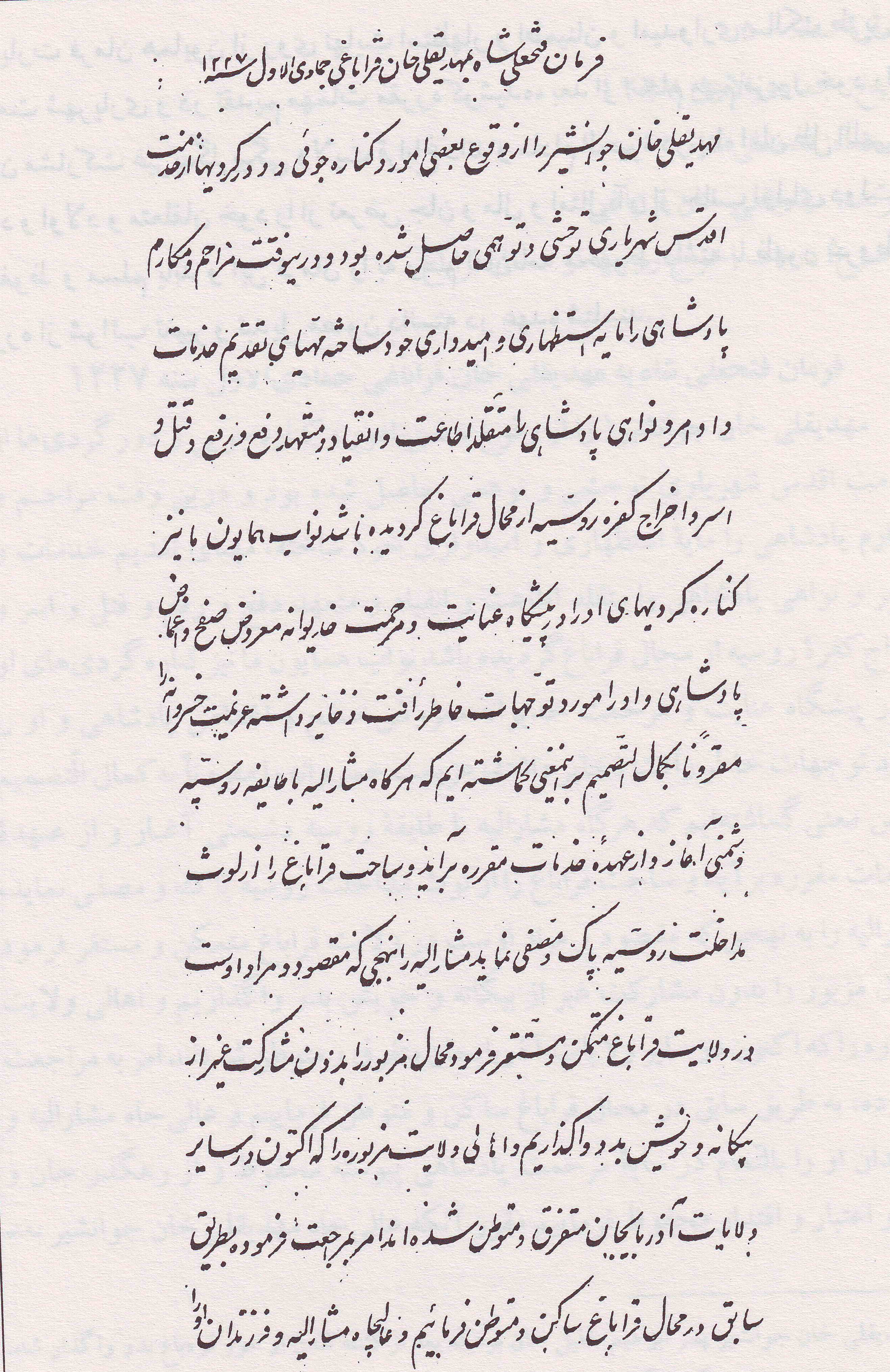
فرمان فتحعلی شاه به مهدی‌قلی خان جوانشیر دربارهٔ قراباغ

آرتساخ در زمان حملهٔ مغول و تاتار خسارات فراوانی دید و جزئی از حکومت ایلخانان شد. بعدها تیموریان و آق‌قوینلوها و قراقوینلوها این منطقه را به زیر فرمان خود آورندند تا اینکه شاه اسماعیل یکم آرتساخ را به عنوان جزئی از ایران تصرف کرد. پس از حملهٔ افغانها به ایران، حکومت عثمانی آرتساخ را تصرف کرد اما نادر شاه طی جنگهای سنگینی آرتساخ را بازپس گرفت و خطر روسیه تزاری را نیز از آن منطقه رفع کرد.
پس از مرگ نادر شاه، حکومتهای ایران توجهی به قفقاز و آرتساخ نشان نداند و این مناطق به خودمختاری رسیدند. تا اینکه آقامحمد خان قاجار در سال ۱۱۷۴ آرتساخ را تحت حکومت مرکزی ایران قرار داد اما با وقوع جنگهای ایران و روس در زمان فتحعلی شاه و شکست ایران از روسیه تزاری، آرتساخ به همراه مناطق بسیاری از قفقاز در پیمان گلستان به روسیه ملحق شد.
آرتساخ در سال ۱۱۹۳ در پی جنگهای ایران و روسیه تزاری و انعقاد پیمان گلستان از ایران جدا شد.

## در زمان روسیه تزاری و شوروی و پس از آن
این ناحیه در زمان شوروی به عنوان یک جمهوری خودگردان زیر نظر جمهوری آذربایجان بود اما پس از فروپاشی اتحاد جماهیر شوروی و وقوع جنگ قره‌باغ به تصرف ارمنستان درآمد. 